# Nicolas Joseph Schreiber
Pour les articles homonymes, voir Schreiber.
Nicolas Joseph Schreiber, né le 24 mai 1752 à Metz, mort le 12 février 1833 à Fontainebleau (Seine-et-Marne), est un général français de la Révolution et de l’Empire.

## Biographie
Fils de Marie Elizabeth Kelly, une messine d’origine irlandaise née à Philippeville en 1715, et de Jean Georges Schreiber (1714-1787), un soldat d’origine alsacienne né à Barr, sa carrière militaire semble toute tracée. Son père, premier sergent de la compagnie de Regenbach au régiment suisse de Salis-Samade, commandé alors par M. de Boccard, est en garnison à Metz depuis la fin de la guerre de succession d’Autriche. 
Tambour en 1761 à neuf ans, il apprend très tôt le métier des armes. Le 1er janvier 1765, il est simple soldat dans le régiment de son père. Deux ans plus tard, il est nommé caporal. Il est promu sergent en février 1781, puis sergent-major le 10 septembre 1786. Il ne commence son ascension qu’avec la Révolution. Il obtient le grade d'adjudant-major en 1792 au 2e bataillon de volontaires du Puy-de-Dôme.
En 1792-1793, il sert dans l'armée du Rhin. Capitaine le 10 septembre 1793, il sert dans l'armée de la Moselle en 1794. Le 19 juillet 1794, il est nommé chef de bataillon, toujours dans l'armée de la Moselle. Dans l'armée de Rhin-et-Moselle, Nicolas Schreiber commande la 202e demi-brigade de bataille, avec le grade de colonel à partir du 19 juin 1795. Le 18 octobre de la même année, il est blessé devant Mannheim. 
Le 13 juin 1797, il est nommé chef de brigade de la 22e demi-brigade de ligne, dans l'armée du Nord. Entre 1797 et 1801, il sert ainsi dans l'armée d'Allemagne, l'armée d'Angleterre et l'armée d'Italie. Le 21 avril 1800, il est affecté dans la division Watrin, en réserve. Le 26 mai 1800, il se bat à Chiusella. Le 9 juin, il est blessé au genou à Casteggio. De 1803 à 1805, il est affecté dans l'armée des côtes de l'Océan au Camp de Boulogne. Le 20 août 1805, il est nommé commandant d'armes à Parme. Le 10 septembre 1805, il est promu général de brigade. 
Créé baron de l’Empire en 1813, il est confirmé sous la Restauration. Arrêté à Parme par les Autrichiens le 9 février 1814, il est relâché le jour même par des gendarmes français. Sous la Restauration, il est nommé commandant du département des Deux-Sèvres. Il fait valoir ses droits à la retraite le 28 décembre 1814, et se retire à Orléans. 
Nicolas Joseph Schreiber meurt à Fontainebleau le 12 février 1833.

## Distinctions
- Chevalier de Saint-Louis : 1er février 1792
- Officier de la Légion d'honneur : 14 juin 1804
- Baron de l'Empire : 15 mars 1813

## Sources
- Général Dennery: Le général de Brigade Baron Schreiber de Metz dans Le pays lorrain et le pays messin, (numéro 20), octobre 1920.
- Thierry Lentz ; Denis Imhoff: La Moselle et Napoléon : étude d'un département sous le Consulat et l'Empire, éd. Serpenoise, Metz, 1986.